# Etiopien vid världsmästerskapen i friidrott 2023
Etiopien tävlade vid världsmästerskapen i friidrott 2023 i Budapest i Ungern mellan den 19 och 27 augusti 2023.

## Medaljörer
| Medalj | Namn                  | Gren                         | Datum      |
| ------ | --------------------- | ---------------------------- | ---------- |
| Guld   | Gudaf Tsegay          | Damernas 10 000 meter        | 19 augusti |
| Guld   | Amane Beriso Shankule | Damernas maraton             | 26 augusti |
| Silver | Letesenbet Gidey      | Damernas 10 000 meter        | 19 augusti |
| Silver | Diribe Welteji        | Damernas 1 500 meter         | 22 augusti |
| Silver | Lamecha Girma         | Herrarnas 3 000 meter hinder | 22 augusti |
| Silver | Gotytom Gebreslase    | Damernas maraton             | 26 augusti |
| Brons  | Ejgayehu Taye         | Damernas 10 000 meter        | 19 augusti |
| Brons  | Selemon Barega        | Herrarnas 10 000 meter       | 20 augusti |
| Brons  | Leul Gebresilase      | Herrarnas maraton            | 27 augusti |

## Resultat
Etiopiens trupp bestod av 42 idrottare.

### Herrar
Gång- och löpgrenar
| Idrottare        | Gren               | Försöksheat | Försöksheat | Semifinal        | Semifinal        | Final            | Final            |
| Idrottare        | Gren               | Resultat    | Placering   | Resultat         | Placering        | Resultat         | Placering        |
| ---------------- | ------------------ | ----------- | ----------- | ---------------- | ---------------- | ---------------- | ---------------- |
| Adisu Girma      | 1 500 meter        | 3.45,86     | 14          | Gick inte vidare | Gick inte vidare | Gick inte vidare | Gick inte vidare |
| Teddese Lemi     | 1 500 meter        | 3:47.49     | 11          | Gick inte vidare | Gick inte vidare | Gick inte vidare | Gick inte vidare |
| Samuel Abate     | 1 500 meter        | 3.36,57     | 8           | Gick inte vidare | Gick inte vidare | Gick inte vidare | Gick inte vidare |
| Berihu Aregawi   | 5 000 meter        | 13.33,23    | 4 Q         | —                | —                | 13.12,99         | 8                |
| Hagos Gebrhiwet  | 5 000 meter        | 13.36,15    | 12 Q        | —                | —                | 13.12,65         | 6                |
| Yomif Kejelcha   | 5 000 meter        | 13.32,83    | 2 Q         | —                | —                | 13.12,51         | 5                |
| Berihu Aregawi   | 10 000 meter       | —           | —           | —                | —                | 27.55,71         | 4                |
| Selemon Barega   | 10 000 meter       | —           | —           | —                | —                | 27.52,72         | 3                |
| Yismaw Dillu     | 10 000 meter       | —           | —           | —                | —                | 0DNF0            | 0DNF0            |
| Leul Gebresilase | Maraton            | —           | —           | —                | —                | 2:09.19          | 3                |
| Tsegaye Getachew | Maraton            | —           | —           | —                | —                | 2:11.56          | 17               |
| Milkesa Mengesha | Maraton            | —           | —           | —                | —                | 2:10.43          | 6                |
| Tamirat Tola     | Maraton            | —           | —           | —                | —                | 0DNF0            | 0DNF0            |
| Lamecha Girma    | 3 000 meter hinder | 8.15,89     | 1 Q         | —                | —                | 8.05,44          | 2                |
| Abrham Sime      | 3 000 meter hinder | 8.31,49     | 8           | —                | —                | Gick inte vidare | Gick inte vidare |
| Getnet Wale      | 3 000 meter hinder | 8.19,99     | 1 Q         | —                | —                | 8.21,03          | 11               |

### Damer
Gång- och löpgrenar
| Habitam Alemu         | 800 meter          | 1.59,36  | 1 Q | 2.01,02          | 4                | Gick inte vidare | Gick inte vidare | Gick inte vidare | Gick inte vidare |
| Tigist Girma          | 800 meter          | 2.01,47  | 6   | Gick inte vidare | Gick inte vidare | Gick inte vidare | Gick inte vidare |                  |                  |
| Worknesh Mesele       | 800 meter          | 2.00,13  | 3 Q | 1.59,54          | 4                | Gick inte vidare | Gick inte vidare |                  |                  |
| Birke Haylom          | 1 500 meter        | 4.01,12  | 3 Q | 4.02,46          | 2 Q              | 4.01,51          | 9                |                  |                  |
| Hirut Meshesha        | 1 500 meter        | 4.03,47  | 1 Q | 4.04,27          | 9                | Gick inte vidare | Gick inte vidare | Gick inte vidare | Gick inte vidare |
| Diribe Welteji        | 1 500 meter        | 4.02,72  | 2 Q | 3.55,18          | 2 Q              | 3.55,69          | 2                |                  |                  |
| Medina Eisa           | 5 000 meter        | 15.03,07 | 6 Q | —                | —                | 14.58,23         | 6                |                  |                  |
| Freweyni Hailu        | 5 000 meter        | 14.34,16 | 4 Q | —                | —                | 14.58,31         | 7                |                  |                  |
| Ejgayehu Taye         | 5 000 meter        | 14.33,23 | 3 Q | —                | —                | 14.56,85         | 5                |                  |                  |
| Gudaf Tsegay          | 5 000 meter        | 14.57,72 | 2 Q | —                | —                | 15.01,13         | 13               |                  |                  |
| Letesenbet Gidey      | 10 000 meter       | —        | —   | —                | —                | 31.28,16 0SB0    | 2                |                  |                  |
| Lemlem Hailu          | 10 000 meter       | —        | —   | —                | —                | 32.42,78         | 17               |                  |                  |
| Ejgayehu Taye         | 10 000 meter       | —        | —   | —                | —                | 31.28,31         | 3                |                  |                  |
| Gudaf Tsegay          | 10 000 meter       | —        | —   | —                | —                | 31.27,18         | 1                |                  |                  |
| Gotytom Gebreslase    | Maraton            | —        | —   | —                | —                | 2:24.34 0SB0     | 2                |                  |                  |
| Tsehay Gemechu        | Maraton            | —        | —   | —                | —                | 0DNF0            | 0DNF0            |                  |                  |
| Amane Beriso Shankule | Maraton            | —        | —   | —                | —                | 2:24.23 0SB0     | 1                |                  |                  |
| Yalemzerf Yehualaw    | Maraton            | —        | —   | —                | —                | 2:26.13          | 5                |                  |                  |
| Sembo Almayew         | 3 000 meter hinder | 9.19,60  | 2 Q | —                | —                | 9.18,25          | 13               |                  |                  |
| Lomi Muleta           | 3 000 meter hinder | 9.20,13  | 3 Q | —                | —                | 9.15,36          | 12               |                  |                  |
| Zerfe Wondemagegn     | 3 000 meter hinder | 9.16,97  | 2 Q | —                | —                | 9.05,51          | 4                |                  |                  |